# Virbia disparilis
Espèce
Synonymes
- Crocota disparilis Grote, 1866
- Holomelina disparilis (Grote, 1866)

Virbia disparilis est un genre de lépidoptères (papillons) de la famille des Erebidae et de la sous-famille des Arctiinae.

## Répartition
On trouve cette espèce à Cuba.

## Philatélie
Ce papillon figure sur un timbre-poste de Cuba de 1965 (valeur faciale : 3 c.)[réf. souhaitée].